# Hun Kal (cràter)
Hun Kal és un cràter d'impacte en el planeta Mercuri de 0,93 km de diàmetre. Porta el nom de «20» en llengua maia, i el seu nom va ser aprovat per la Unió Astronòmica Internacional el 1976.
Aquest cràter va ser escollit, d'acord amb el conveni adoptat la Unió Astronòmica Internacional, com a punt de referència per a tot el sistema de coordenades geogràfiques de Mercuri; el meridià que passa a través d'ell es considera, per definició, el 20è meridià oest de Mercuri.